# Castriciano
Castriciano (en latín: Castritianus, en italiano: Castriziano) fue obispo de Milán del siglo III. Es venerado como santo por la Iglesia católica cuya festividad se celebra el 1 de diciembre.

## Biografía
No se sabe casi nada de la vida y el episcopado de Castriciano, excepto que fue obispo de Milán a mediados del siglo III, y que su cuerpo fue enterrado en el cementerio en el área de la Porta Romana, no lejos de la presente Basílica de San Calimero. Sus reliquias fueron trasladadas más tarde al interior de la Iglesia de San Giovanni in Conca, que fue demolida entre el siglo XIX y XX. 
En textos medievales, como la Historia Dataria del siglo XI, se añaden detalles biográficos que son considerados legendarios. Entre esas tradiciones legendarias, se dice que su episcopado duró 41 años durante el reinado del emperador Domiciano del año 97 y que su posible muerte sucedió en el 138. También legendaria es su consagración como iglesia de su casa donada por un cierto Felipe, aunque los eruditos modernos, apoyados por documentos del siglo IV, consideran como probable la existencia temprana de una iglesia en casa, con un jardín en una zona comprendida entre Porta Ticinese y Porta Magenta.